# جامعة الجزائر
جامعة الجزائر (بالفرنسية: Université d'Alger)‏،(جامعة الجزائر1 بن يوسف بن خدة)، هي جامعة بحثية عامة تقع في الجزائر العاصمة، الجزائر. وهي أقدم وأعرق جامعة في الجزائر. نشأت من سلسلة من المؤسسات المستقلة في القرن التاسع عشر ، وتم تنظيمها كجامعة في عام 1909 وأعيد تنظيمها بشكل أكبر في عام 2009.

## تاريخ
هي أول مدرسة أنشئت في العهد الاستعماري على أرض الجزائر بدأت نشاطها من عام 1833 وكان يشرف على التدريس أساتذة عسكريون في مستشفى مصطفى باشا بالعاصمة. في البداية كانت توجه هذه الدروس إلى الطلبة الأوربيين فقط إلا أن مذكرة لوزير الحرب صدرت في 10 يونيو 1833 طلبت قبول الطلبة الترك والجزائريين مسلمين ويهود، كانت الدروس في هذه المرحلة تقتصر على علم التشريح والفيزيولوجيا الوصفية لكن المدرسة توقفت عن إعطاء الدروس عام 1835 بقرار من الجنرال كلوزيل. وتم اقتراح إعادة فتحها عام 1854 بقرار من المجلس البلدي للجزائر وتم فتحها رسميا بمرسوم مؤرخ في 4 أغسطس 1857 ولم تبدأ نشاطها إلا ابتداء من عام 1859.
وضعت هذه المدرسة تحت إشراف كلية الطب بلمونبوليي Montpellier وبموجب القانون المؤرخ في 20-12-1879 المنشئ للمدارس العليا بالجزائر، تحولت المدرسة إلى مدرسة عليا للطب والصيدلة وبموجب القانون المؤرخ في 30-12-1909 حولت المدرسة إلى كلية للطب والصيدلة بالجزائر.
من بين طلبة هذه الكلٍية الذين برزوا في تاريخ الجزائر بن يوسف بن خدة الذي تحمل اسمه هذه الجامعة. التحق بها في 1943 بعد التحاقه بحزب الشعب الجزائري سنة 1942. سرعان ما القت القبض عليه قوات الاحتلال. فبعد أن أطلق سراحه قرر تأجيل دراساته لخدمة القضية الجزائرية (تحصل علي شهادة صيدلي سنة 1951). وتجلت مكانته في تاريخ الجزائر في مسؤوليته كثاني رئيس للحكومة الجزائرية الموقتة. وايضا فارس مسدور وهو محلل وخبير إقتصادي.

## مدرسة الآداب
تجدر الإشارة أن الدروس الأولى في اللغة العربية، الأدب العربي والشريعة تم الترخيص بتقديمها ابتداء من عام 1832 حيث سمح للمترجم العسكري آنذاك لتلقين دروس في العربية لصالح الموظفين والعسكريين ولو أن مستوى تعليم اللغة كان ابتدائي، فقد شكلت هذه الدروس النواة الأولى لمدرسة الآداب بالجزائر والتي تم تحويلها إلى كلية الآداب والعلوم الإنسانية بموجب القانون المؤرخ في 30-12-1909 ،وقبل هذا التاريخ كان الاتجاه التاريخي يغطي على الاتجاه الأدبي والفلسفي غير أن هذه المدرسة كانت من أبرز مدارس الاستشراق وقد احتضنت في سنة 1905
المؤتمر الثامن للمستشرقين وبفضل هذا الزخم تم تدريجيا إنشاء مؤسسات تابعة أو غير تابعة لجامعات فرنسية مثل مدرسة الأساتذة لبوزريعة التي برزت إلى الوجود في سنة 1900، ثم مدرسة التجارة أسست سنة 1900 أيضا ومعهد الدراسات الزراعية الذي أنشأ سنة 1905 وفر 1909 بموجب قانون 30 ديسمبر 1909 حولت إلى كلية الآداب.

## مدرسة الحقوق
تم الاهتمام بدروس القانون ابتداء من عام 1857 وذلك لاعتبارات تاريخية مرتبطة بالفترة الاستعمارية بسبب حاجة الإدارة الفرنسية إلى معرفة القوانين والنظم التي يخضع لها المجتمع الجزائري. كانت في البداية مدرسة القانون مجرد ملحقة بالقصبة تشرف على برنامج الأهلية وتحضير الطلبة لامتحان البكالوريا وشهادة الكفاءة في الحقوق وكان هناك أصلا مشروع قانون أعده أحد أساتذة الجامعة الفرنسية بول بير PAUL BEER في الفترة ما بين 1833 و1876 ولكن لم ير النور، ثم تمت الموافقة على قانون 12-12-1879 الذي بموجبه سمح بإعطاء دروس في الحقوق وإنشاء هذه المدرسة للحقوق.
وبعد سنوات شرعت في إعطاء دروس على مستوى اللسانس ولكن كان على الطلبة إجراء الامتحانات بإحدى الكليات إلى ما وراء البحار لا سيما في ايكس أن بروفنس(AIX EN PROVENCE)أو مون بوليي (MONTPELLIER).
و بموجب القانون المؤرخ في 05-12-1885 تم الترخيص لمدرسة الحقوق بالجزائر بإجراء الامتحانات اللسانس لطلابها بالجزائر. وقد اهتمت هذه المدرسة بالقانون الإسلامي والقانون العرفي وفي سنة 1889 شرعت في إصدار شهادة في الدراسات التشريعية وبموجب القانون المؤرخ في 30-12-1909 تم تحويلها إلى كلية الحقوق وبقيت على هذا النمط إلى غاية عام 1957، فبموجب مرسوم مؤرخ في 26-08-1957 تحولت إلى كلية الحقوق والعلوم الاقتصادية بالجزائر. واستمر الأمر إلى غاية 1971 حيث مع بداية تطبيق إصلاح التعليم العالي ثم تحويلها إلى معهد.

## مدرسة العلوم
أنشئت هذه المدرسة عام 1868 وتم الشروع في نشاطاتها البحثية ابتداء من عام 1880، حيث تولت تدريس علوم الجيولوجيا والكيمياء وعلم النبات، ولعبت دورا بارزا في تطوير الزراعة. ونظرا لنقص إمكانياتها فإنها كانت مضطرة للتعاون مع مدرسة الطب، وبموجب القانون المؤرخ في 30-12-1909 تم تحويلها إلى كلية للعلوم بالجزائر.
- معهد البيوتقني والبيومتري المنشأ عام 1845
- معهد النظافة والطب لما وراء البحار المنشأ عام 1923
- معهد البحوث الصحراوية المنشأ بموجب المرسوم المؤرخ في 20-07-1930
- معهد التعمير المنشأ بموجب المرسوم المؤرخ في 11-07-1942
- معهد التربية البدنية والرياضية المنشأ بموجب المرسوم المؤرخ في 24-04-1944
- المعهد العالي للدراسات الإسلامية عام 1946
- معهد العلوم السياسية عام 1949
- معهد الدراسات الفلسفية أنشئ بموجب المرسوم المؤرخ في 05-05-1952
- المعهد الإثنولوجي المنشأ بموجب المرسوم المؤرخ في 31-03-1956
- معهد الدراسات النووية المنشأ عام 1956
- معهد التحضير للأعمال عام 1957

## التنظيم
هذه الكليّات السّبعة الموجودة في الجامعة:
- كلية العلوم السياسية والمعلومات
- كلية العلوم الإنسانية والعلوم الاجتماعية
- كلية الاقتصاد وعلم الادارة
- كلية الأدب واللغات
- كلية الحقوق
  - قسم القانون العام
  - قسم القانون الخاص
- كلية الطب
  - قسم جراحة الأسنان
  - قسم العلوم الطبية
  - قسم الصيدلة
- كلية العلوم الإسلامية
  - قسم الشريعة والقانون
  - قسم الحضارة واللغة
  - قسم العقائد والأديان

## مواضيع ذات صلة
- كلية العلوم الإسلامية في الجزائر
- عبدالله تركماني

## وصلات خارجية
- الموقع الرسمي لجامعة الجزائر (بالعربية) (بالإنجليزية) (بالفرنسية)
- كلية العلوم الإسلامية نسخة محفوظة 1 أبريل 2010 على موقع واي باك مشين. (بالعربية)